# 南町停留場
南町停留場（日语：／ Minamimachi teiryūjō */?）是位於日本愛媛縣松山市的路面電車車站，隸屬於伊予鐵道（伊予鐵），車站編號為22。由於車站位於愛媛縣民文化會館旁，亦有「愛媛縣民文化會館前」的副站名。

## 所屬路線
- 伊予鐵道

松山市內線（城南線）
■3號線（市站線）
■5號線（JR線）

## 車站結構
設有對向式側式月台2個，月台長度可容納2輛電車停靠，為全露天型月台，月台外圍設有圍欄。

### 月台配置
| 月台 | 路線   | 目的地       |
| ---- | ------ | ------------ |
| 北側 | ■3號線 | 往道後溫泉   |
| 北側 | ■5號線 | 往道後溫泉   |
| 南側 | ■3號線 | 往松山市站   |
| 南側 | ■5號線 | 往JR松山站前 |

## 歷史
- 1911年9月1日：開業，最初稱為「農事試驗場前停留場」。

## 相鄰停留場
伊予鐵道
城南線
道後公園（23）－南町（22）－上一萬（16）